# Thinopteryx assamensis
Thinopteryx assamensis là một loài bướm đêm trong họ Geometridae.